# Stará radnice v Lehnici
Stará radnice v Lehnici – postavena v letech 1737–1741 v barokním stylu. Původně byla sídlem obecních úřadů, v roce 1928 bylo přeměněna na sídlo divadla. V současné době zde sídlí správa divadla a herecké šatny.

## Historie
První dřevěná radnice v Lehnici byla postavena ve 14. století na základě privilegia knížete Boleslava III. Marnotratného. Tato budova, stejně jako i ta pozdější, zděná, byla zničena požáry. Současná budova byla postavena v letech 1737-1741 pod vedením Franze Michaela Sheerhofera v rámci expanze hlavního náměstí. První zasedání městské rady se konalo 15. května 1741 a poslední – o 164 let později - 8. dubna 1905. Budova byla přestavěna v roce 1836, a také následně v letech 1926-1928, tentokrát určena pro divadlo, kdy byla přidána nízká věž. Budova byla renovována v roce 1960, a naposledy letech 1977–1978.
Rozhodnutím hlavního konzervátora památek vojvodství ze dne 29. března 1949 byla budova zapsána do rejstříku památek.

## Architektura
Barokní budova má tři dráhy, prostorný sál a tři podlaží. Na ose budovy je rizalit, zvýrazněný dvěma rameny vnějších schodů. Rustikované přízemí podporuje pilastry, které dělí fasádu. Budova je přikryta mansardovou střechou s vikýři, a rizalit cibulovitou bání. Stará radnice je nyní integrálně spojena s budovou divadla, které přiléhá na její severní straně. Je sídlem správy divadla Heleny Modrzejewské v Lehnici a šaten herců.

## Galerie

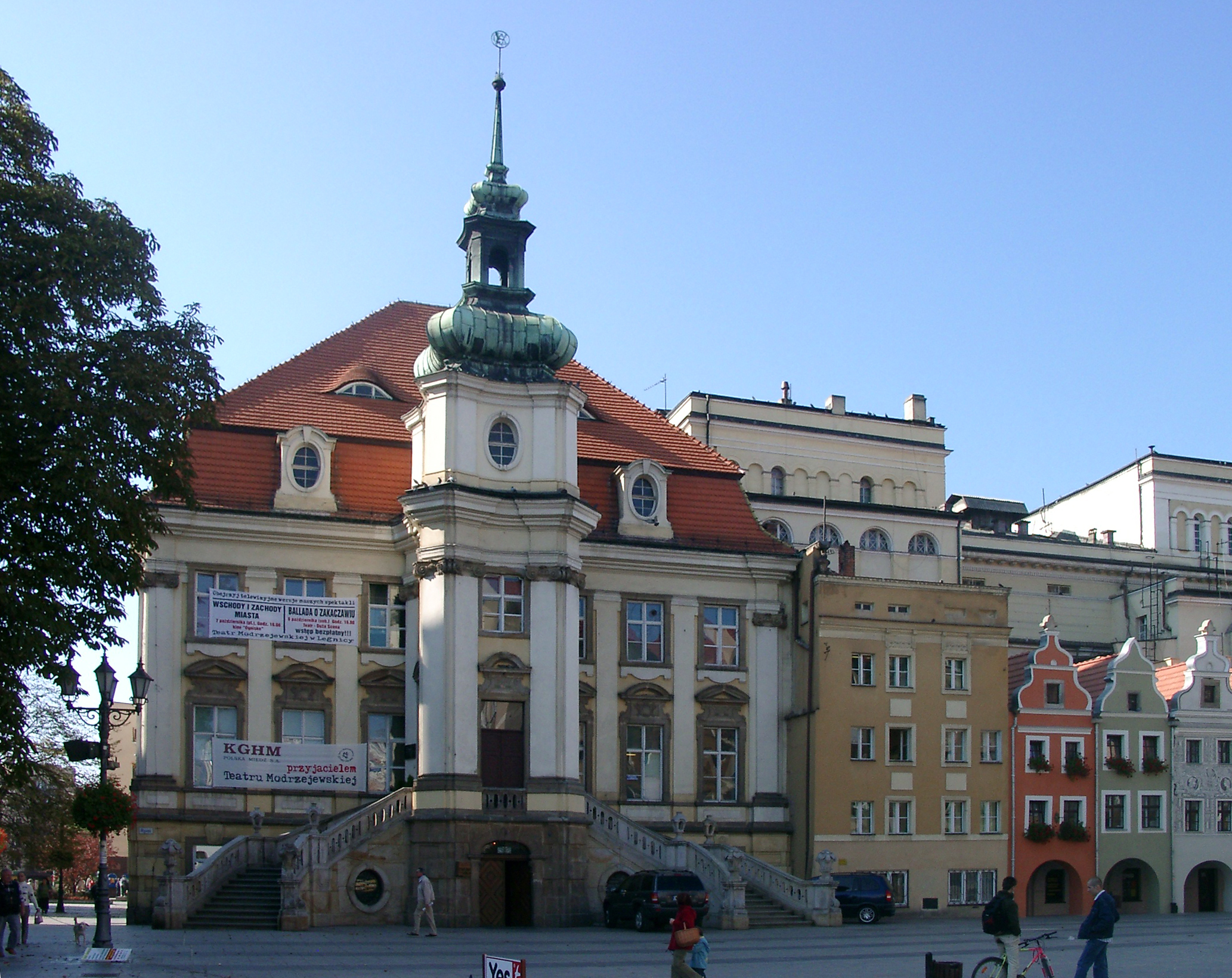
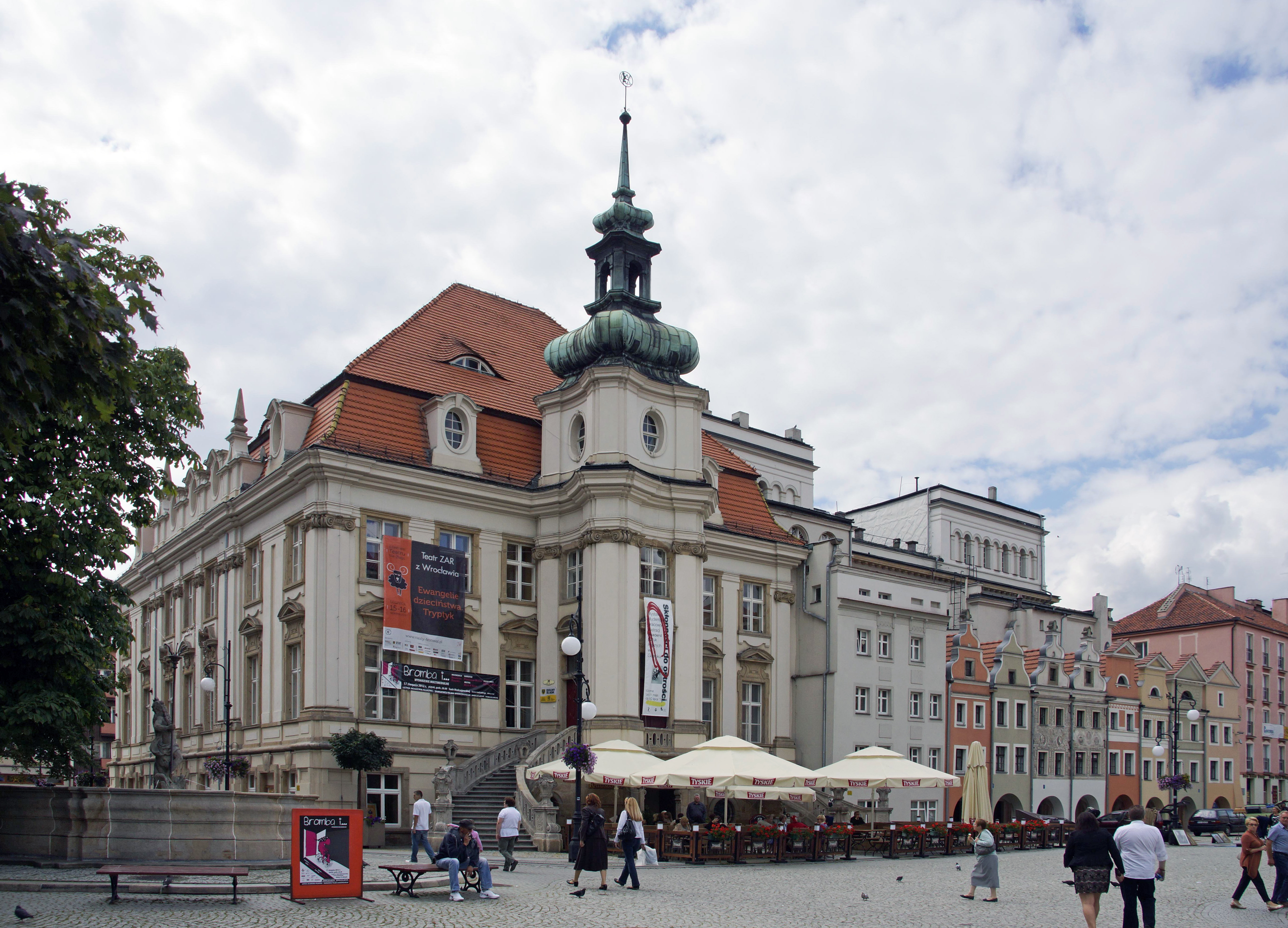
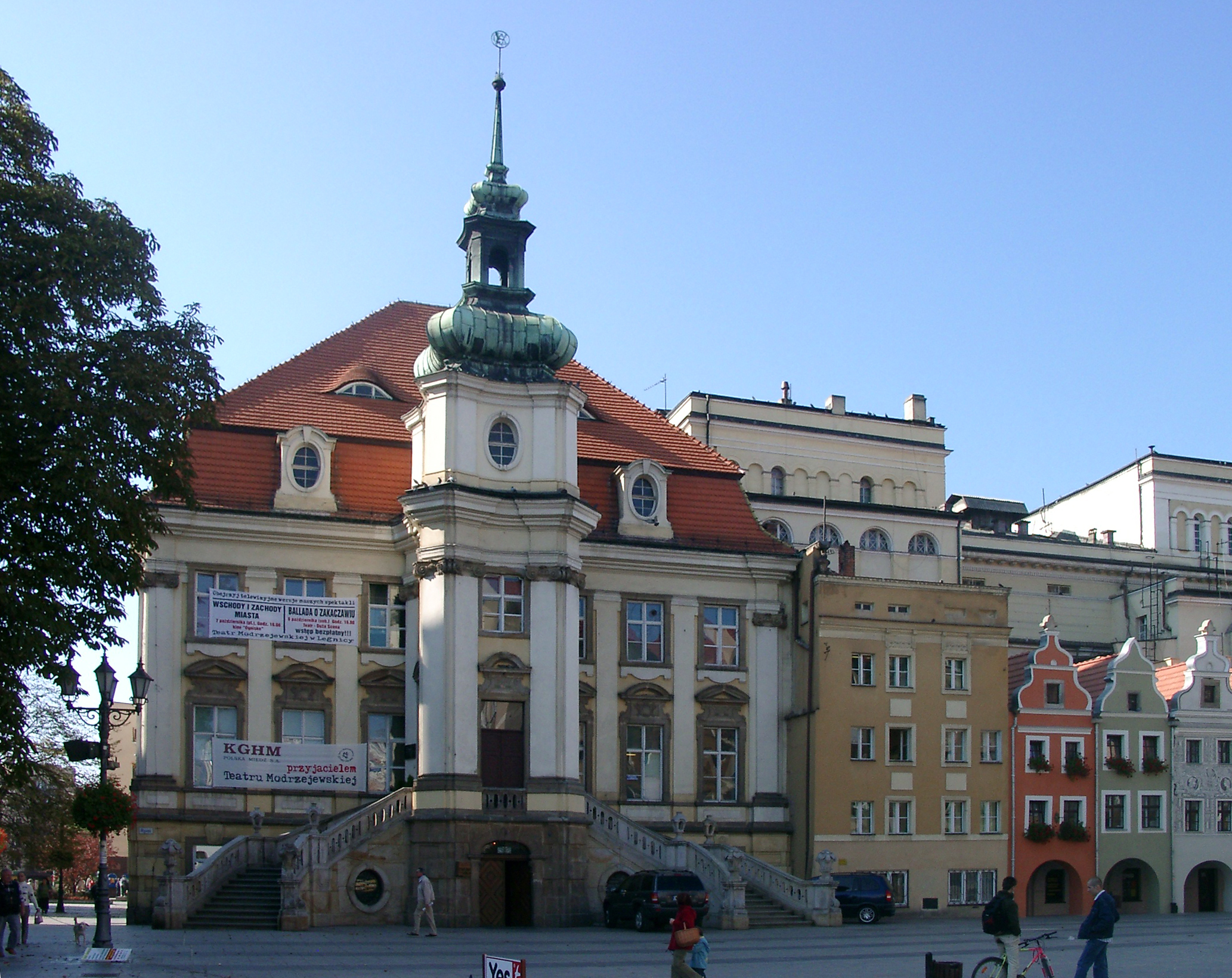
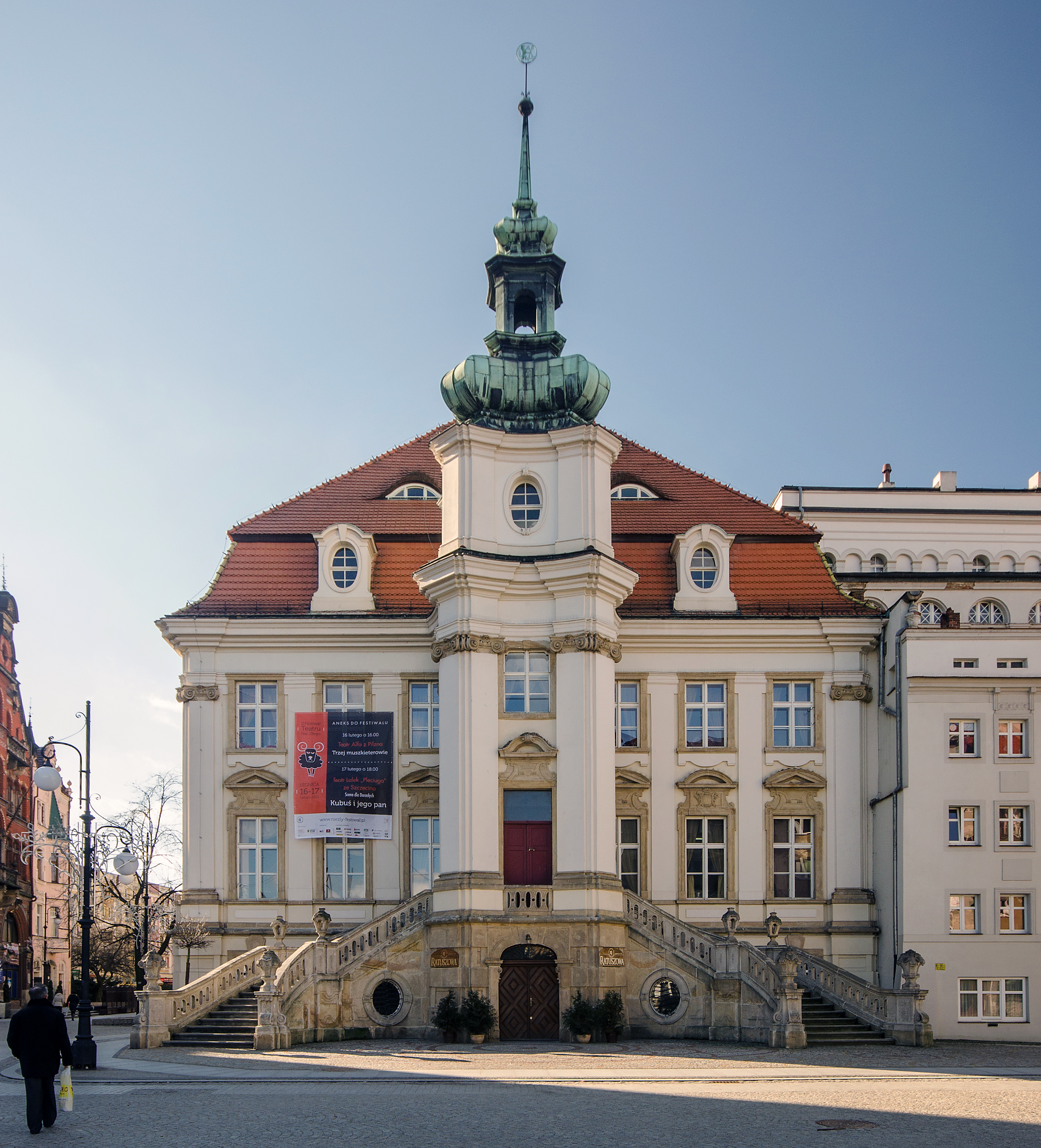
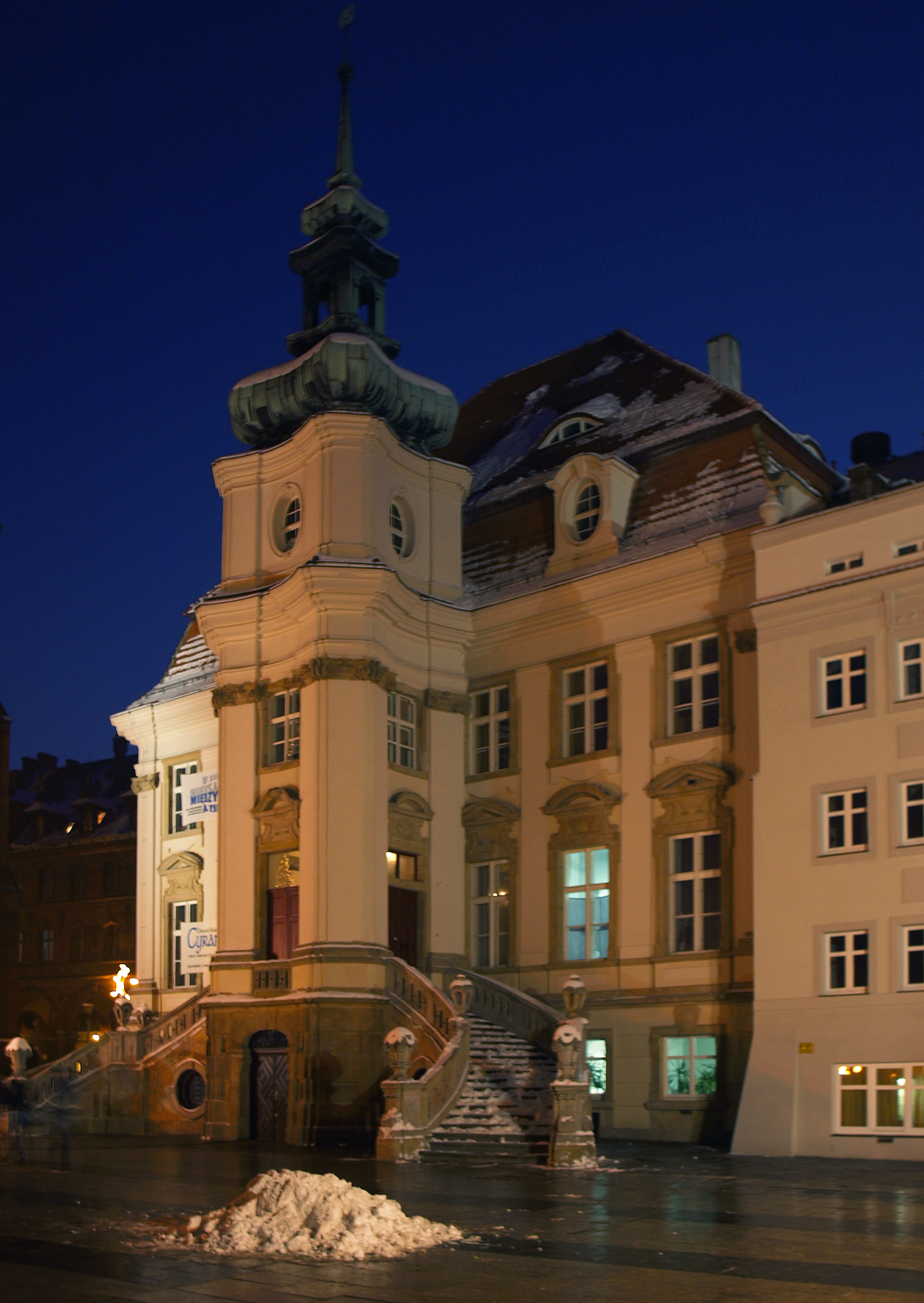